# Клебер, Ина
Ина Клебер(-Буттгерайт) (нем. Ina Kleber (-Buttgereit); род. 29 сентября 1964, Грайц, Гера) — восточногерманская пловчиха, чемпионка Европы и соревнований Дружба-84, призёр чемпионата мира и летних Олимпийских игр 1980 года в Москве, рекордсменка Европы и мира.

## Карьера
На Олимпиаде в Москве выступала в плавании на 100 метров на спине и завоевала серебряную медаль с результатом 1:02,07 с, уступив одной своей соотечественнице Рике Райниш (1:00,86 с — мировой рекорд) и опередив другую — Петру Ридель (1:02,64 с).
В 1981 году на чемпионате Европы в Сплите Клебер стала чемпионкой Европы в плавании на 100 метров и комбинированной эстафете 4×100 метров. На следующий год она стала серебряным призёром чемпионата мира в Гуаякиле. В 1983 году на чемпионате Европы в Риме она повторила свой успех предыдущего континентального чемпионата, снова завоевав две золотые награды в тех же дисциплинах.

### Рекорды
Клебер является автором нескольких рекордов. Рекорды Европы и мира:
- 100 метров на спине:
  - 1:00,59 с (24 августа 1984 года, Москва);
- комбинированная эстафета 4×100 метров:
  - 4:05,79 с (26 августа 1983 года, Рим);
  - 4:03,69 с (24 августа 1984 года, Москва).

Рекорды Европы:
- 50 м на спине:
  - 29,67 с (22 декабря 1982 года, Берлин);